# Pinheiros (Monção)
Pinheiros ist eine Gemeinde (Freguesia) im nordportugiesischen Kreis Monção. In ihr leben 319 Einwohner (Stand 19. April 2021).